# Getty (Unix)
Pour les articles homonymes, voir Getty.
getty est la contraction de "get teletype" en anglais ce qui signifie obtenir un téléscripteur, c'est un programme Unix qui tourne sur un ordinateur hôte qui permet de gérer un terminal tty physique ou virtuel. Lorsqu'il détecte une connexion, il demande un identifiant qu'il renvoie à l'application login afin d’identifier l'utilisateur.
Les ordinateurs personnels avec pour système d'exploitation un Unix-Like utilisent getty pour se logguer dans une console locale virtuelle même s'il ne fournissent pas de service à distance.
getty peut également lancer tout autre programme que login, dans les systèmes Linux par exemple il est géré dans le fichier /etc/inittab.